# Euryopis nigra
Euryopis nigra là một loài nhện trong họ Theridiidae.
Loài này thuộc chi Euryopis. Euryopis nigra được Hajime Yoshida miêu tả năm 2000.